# Mohamed Nassou
Mohamed Nassou est un ancien footballeur international algérien né le 4 octobre 1937 à El kseur  (kabylie). et mort le 27 février 2021 à Alger,  Il évoluait au poste de gardien de but.
Il compte 7 sélections en équipe nationale entre 1963 et 1967.

## Carrière de joueur
Mohamed Nassou reçoit 7 sélections en équipe d'Algérie entre 1963 et 1967.

## Palmarès
Avec le CR Belouizdad :
- Champion d'Algérie en 1965, 1966 et 1969
- Vainqueur de la Coupe d'Algérie en 1966 et 1969

Avec la JS Kabylie :
- Champion d'Algérie D2 en 1970